# Brebeneskul
Der Brebeneskul (ukrainisch Бребенескул, russisch Бребенескуль, polnisch Brebeneskuł) ist mit 2038 m nach der Howerla der zweithöchste Berg der Ukraine.
Der kuppelförmige Berg hat eine alpine und subalpine Vegetation und trägt Spuren von Frostverwitterung. Er liegt auf dem Gebirgszug der Tschornohora in den Waldkarpaten auf der Grenze der Oblast Transkarpatien und der Oblast Iwano-Frankiwsk im Biosphärenreservat Karpaten.

## Brebeneskul-See

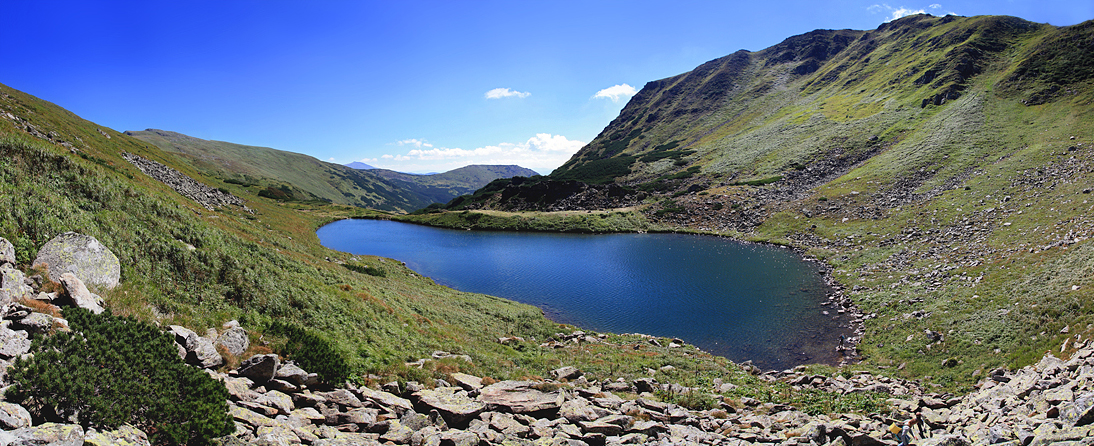
Der Brebeneskul-See

Auf einer Höhe von 1801 m liegt der höchstgelegene See der Ukraine. Der Brebeneskul-See ist bis zu 2,8 m tief und hat eine ovalförmige Oberfläche von etwa 0,4 ha.